# Thác Bạt Y Đà
Thác Bạt Y Đà (tiếng Trung: 拓跋猗㐌; bính âm: Tuòbá Yītuō, ? - 305) là một lãnh tụ Sách Đầu bộ Tiên Ti. Ông tại vị trong khoảng thời gian 295-305, tương ứng với thời kỳ Tây Tấn tại Trung Nguyên.
Phụ thân của Thác Bạt Y Đà là Thác Bạt Sa Mạc Hãn, các thủ lĩnh khác gồm Thác Bạt Y Lô và Thác Bạt Phất là huynh đệ của ông.
Năm 295, thủ lĩnh Sách Đầu bộ là Thác Bạt Lộc Quan đem quốc thổ phân làm ba bộ, Thác Bạt Y Lô thống trị Tây bộ. Y Đà đem công việc của bộ lạc ủy thác cho người Hán, vì thế có nhiều người Hán quy phụ ông. Trong vài năm từ 297, Thác Bạt Y Đà xuyên qua Mạc Bắc, hướng về phía tây xâm lược các nước, trong vòng 5 năm đã chinh phục được hơn 30 nước.
Năm 304, Y Đà cùng Y Lô cùng quân Tấn hội sư đánh bại quân Lưu Uyên. Năm 305, Y Đà lại đánh bại quân Lưu Uyên, vì thế được hoàng đế Tấn phong là 'Đại lý đại thiền vu'. Không lâu sau, Y Đà qua đời, Thác Bạt Phổ Căn kế thừa chức thủ lĩnh Trung bộ Sách Đầu bộ.
Sau khi xưng đế, Thác Bạt Khuê đã truy thụy hiệu cho Thác Bạt Lộc Cung là "Hoàn hoàng đế".